# بلدة باتافيا (مقاطعة كليرمونت)
بلدة باتافيا هي واحدة من أربع عشرة بلدة في مقاطعة كليرمونت، أوهايو، الولايات المتحدة. اعتبارًا من تعداد عام 2010، كان عدد سكان البلدة 23،280.

## الاسم والتاريخ
تم تنظيم بلدة باتافيا في عام 1815.

## روابط خارجية
- موقع ويب Township
- موقع المقاطعة نسخة محفوظة 14 مارس 2007 على موقع واي باك مشين.